# Mathias Hynes
Mathias "Matt" Hynes (Írország, Galway, 1883. január 21. - Egyesült Királyság, Nagy-London, Lambeth, 1926. március 9.) olimpiai ezüstérmes ír-brit kötélhúzó.
Az 1912. évi nyári olimpiai játékokon indult kötélhúzásban brit színekben. Ekkor a londoni rendőrség csapatában szerepelt. Rajtuk kivül csak a svéd válogatott indult, így csak egy mérkőzés volt és a svédek nyertek.